# Sigismondo d’India
Sigismondo d'India (kolem 1582, Palermo? – před 19. dubnem 1629) byl italský hudební skladatel období pozdní renesance a raného baroka. Byl jedním z nejvýznamnějších současníků Claudia Monteverdiho.

## Biografie
D'India se narodil pravděpodobně v Palermu na Sicílii v roce 1582, podrobnosti jeho života do roku 1600 však nejsou známy. Během prvního desetiletí 17. století zřejmě procestoval celou Itálii, přijímal pohostinství na řadě šlechtických dvorů a absorboval v každém místě různé hudební styly. Bylo to období změny v historii hudby, kdy polyfonní styl pozdní renesance přechází postupně do forem časného baroka, a d'India ovládl v dostatečné šíři styly v Itálii praktikované: expresivní styl madrigalu Lucy Marenzia, tradiční polyfonii římské školy, chorál benátské školy, pokusy o obnovení staré hudby s monodií, zrod opery a emotivní chromatismus Carla Gesualda z Venosy v Neapoli. D'India navštívil Florencii, rodné město opery, a Mantovu, kde v té době působil Monteverdi (d'India užíval většinu hudebních forem jako tento rodák Cremony). V Neapoli se pravděpodobně setkal s Gesualdem. V roce 1610 byl v Parmě a v Piacenze. V následujícím roce 1611 ho najal savojský vévoda jako hudebního ředitele v Turínu, kde d'India zůstal do roku 1623. Bylo to nejplodnější období jeho života, během kterého sjednotil rozmanitost různých typů hudby, se kterými se setkal v letech 1600-1611, do samostatného stylu.
Po odchodu z Turína (zřejmě v důsledku politických intrik) pobýval v Modeně a později v Římě. Zemřel pravděpodobně v Modeně, podrobnosti tohoto posledního období jeho života jsou však zahaleny stejnou temnotou, jako jeho začátek. Podle některých pramenů dostal pozvání na dvůr Maxmiliána I. Bavorského, údaje však nejsou příliš jasné a je možné, že zemřel ještě před uskutečněním této návštěvy.

## Dílo
D'India skládal hudbu většinou ve vokálních formách známých v jeho době - monodie, madrigaly i moteta. Monodie v různé podobě tvoří nejpočetnější a nejvýznamnější část jeho díla: árie, lamenta, madrigaly.
Stylově je d'Indiova hudba podobná hudbě, kterou v té době psal Monteverdi: expresivní chromatismus, disonance a dramatický výraz. Některé z jeho největších monodií jsou prakticky operní díla, třebaže d'India nikdy speciálně operu nenapsal.
Jeho polyfonní madrigaly přejímají texturu Gesualdových idejí. V tomto smyslu byl d'India jediným souputníkem Gesualdovým až do 20. století. Pozdní d'Indiova hudba představuje neobvyklou syntézu téměř všech skladatelů jeho období.

## Publikované dílo

### "Drammi in musica"
- La Zalizura hudební drama, text Filippo San Martino di Agliè (Torino 1611-1612 o 1618 o 1623)
- La caccia favola pastorale (Torino 1620)

### Madrigaly
- Primo libro de' madrigali a 5 voci (Milano 1606)
- Secondo libro de' madrigali a 5 voci (Venezia 1611)
- Terzo libro de' madrigali a 5 voci con il suo basso continuo (Venezia 1615)
- Quarto libro de' madrigali a 5 voci (Venezia 1616)
- Quinto libro de' madrigali a 5 voci (Venezia 1616)
- ? Del Sesto libro de' madrigali a 5 voci ?
- Settimo libro de' madrigali a 5 voci (Roma 1624)
- Ottavo libro de' madrigali a 5 voci con basso continuo (Roma 1624)

### Vokální skladby
- Villanelle alla napoletana a 3 voci libro I (Napoli 1608)
- Le musiche da cantar solo nel clavicordo, chitarrone, arpa doppia (Milano 1609)
- Secondo libro delle villanelle alla napolitana a 3-4 voci (Napoli 1612)
- Le musiche a 2 voci (Milano 1615)
- Le musiche...Libro III a 1 e 2 voci (Milano 1618)
- Le musiche e balli a 4 voci con basso continuo (Venezia 1621)
- Le musiche a 1 et 2 voci libro IV (Venezia 1621)
- Le musiche a 1 voce Libro V (Venezia 1623)

### Sakrální skladby
- S. Eustachio dramma sacro (Roma 1625)
- Liber secundus sacrorum concentuum 3-4 voci (Venezia 1610)
- Liber primus motectorum a 4 voci col basso seguente (Venezia 1627)
- La Missa Dominae clamavi ad Te 1626 (v rukopise)

Kromě toho je známa sbírka 66 motet.